# Paddy Driscoll
John Leo „Paddy“ Driscoll (* 11. Januar 1895 in Evanston, Illinois, USA; † 28. Juni 1968 in Chicago, Illinois), Spitzname: The Wasp, war ein US-amerikanischer Baseballspieler und American-Football-Spieler sowie -Trainer. Er spielte unter anderem als Quarterback.

## Herkunft

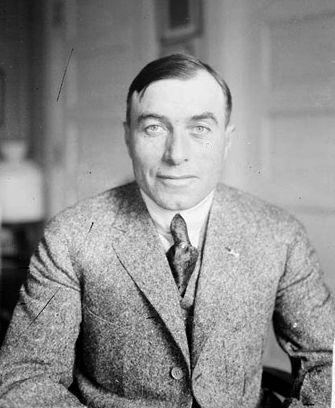
Fred Mitchell

Der 180 cm große und 73 kg schwere Driscoll besuchte in seiner Geburtsstadt die High School. Bereits auf der High School spielte er American Football und Baseball.

## Spielerlaufbahn

### Collegespieler
1915 studierte Driscoll an der Northwestern University. In der Footballmannschaft spielte er auf verschiedenen Positionen – als Quarterback, Tailback, Kicker und Punter. Driscoll war keine athletische Erscheinung, allerdings glich er dieses Manko mit seiner enormen Schnelligkeit wieder aus. 1916 wurde er Mannschaftskapitän der Northwestern Wildcats. Unter seiner Führung konnten die Wildcats sechs ihrer sieben Spiele gewinnen. Neben Football spielte Driscoll auch noch Baseball. 1917, im Alter von 22 Jahren, erhielt er von Fred Mitchell einen Vertrag bei den Chicago Cubs, einer Baseballmannschaft der MLB. Allerdings bestritt er für dieses Team nur 13 Spiele.
Noch im Jahr 1917 leistete er seinen Wehrdienst bei der U.S. Navy, kam jedoch nicht zu einem Kampfeinsatz. Vielmehr spielte er für eine Footballmannschaft der Navy, dem Team der Great Lakes Naval Training Station. Dort war er Mannschaftskamerad von George Halas, seinem späteren Trainer bei den Chicago Bears. Driscoll konnte mit seiner Mannschaft in den Rose Bowl einziehen, wo eine andere Marinemannschaft mit 17:0 geschlagen werden konnte. Driscoll warf einen Touchdownpass auf Halas, mit dem er zeit seines Lebens befreundet bleiben sollte. Die restlichen Punkte erzielte er selbst durch einen gefangenen Pass und einen Kick über 30 Yards.

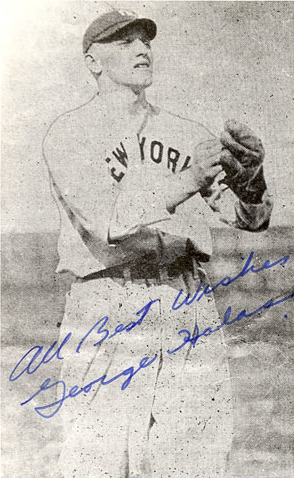
George Halas

### Profispieler
1919 erhielt Driscoll einen Vertrag bei den Hammond Pros aus dem Bundesstaat Indiana. Die Pros spielten in keiner Liga. Vielmehr wurden Spiele gegen andere Mannschaften ausgetragen, ein Tabellenstand wurde dabei nicht ermittelt. 1920 wechselte Driscoll zu den Decatur Staleys, die der neu gegründeten NFL angehörten und kurze Zeit später in Chicago Staleys und später in Chicago Bears umbenannt wurden. Nach nur einem Spiel verließ er die Staleys und wechselte zum Rivalen Chicago Cardinals. Der Wechsel war auch finanziell für Driscoll attraktiv – die Cardinals entlohnten ihn mit 300 US-Dollar pro Spiel. 1923 erzielte er 27 Punkte in einem Spiel seiner Mannschaft gegen die Rochester Jeffersons. Zwei Spielrunden später gelangen ihm in einem Spiel gegen die Columbus Panhandles vier Field Goals, was damals, wie seine Saisonbestleistung von 11 Field Goals, Ligarekord war.
Im gleichen Jahr konnten die Cardinals die NFL Meisterschaft gewinnen. Die Meisterschaft war nicht unumstritten. Die Cardinals erzielten am Ende der Saison den besten Punktestand, verloren aber am 6. Dezember 1925 gegen die Pottsville Maroons mit 17:21. Die Mannschaft aus Chicago wurde dennoch zum Meister erklärt, da die Maroons wegen diverser Regelverstöße durch die NFL disqualifiziert wurden. 1926 schloss sich Driscoll den Bears an, die von seinem ehemaligen Mannschaftskameraden George Halas trainiert wurden. Driscoll erhielt ein Jahresgehalt von 5.000 US-Dollar und war damit neben Ed Healey der Spitzenverdiener der Mannschaft. Mit den Bears gelang Driscoll keine Meisterschaft mehr. 1929 beendete er seine Laufbahn. Driscoll bestritt insgesamt 118 Profispiele, in 103 Spielen lief er dabei als Starter auf.

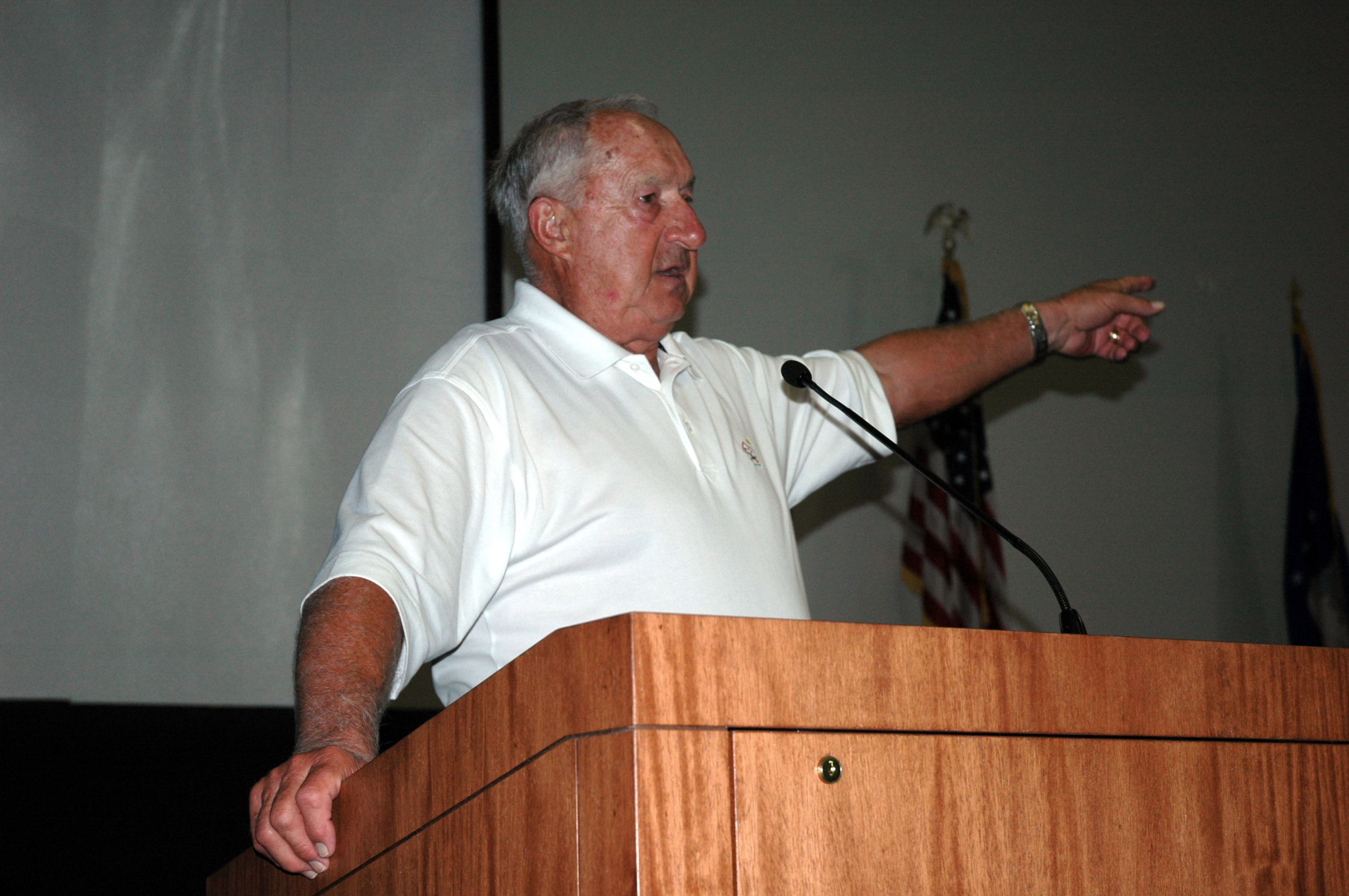
Zeke Bratkowski, Quarterback der Bears 1954–1960

## Trainerlaufbahn
Driscoll trainierte noch während seiner Spielerlaufbahn von 1920 bis 1922 die Cardinals. Danach trainierte er von 1937 bis 1940 die Mannschaft der Marquette University. Mit den Marquette Golden Eagles konnte er 1937 in den Cotton Bowl einziehen, welcher allerdings mit 6:16 gegen die Texas Christian University verloren wurde. Driscoll trainierte danach eine Militärmannschaft, bevor er 1956 und 1957 die Bears als Head Coach betreute. Als Head Coach der beiden Profimannschaften konnte er 31 seiner 53 Spiele gewinnen. Driscoll starb im Alter von 73 Jahren. Er ist auf dem All Saints Cemetery in Des Plaines, Illinois, beerdigt.

## Ehrungen
Driscoll ist Mitglied im NFL 1920s All-Decade Team, in der Pro Football Hall of Fame, in der Northwestern University Athletics Hall of Fame, in der Chicagoland Sports Hall of Fame und in der College Football Hall of Fame. Er wurde achtmal zum All-Pro gewählt.

## Quelle
- Jens Plassmann: NFL – American Football. Das Spiel, die Stars, die Stories (= Rororo 9445 rororo Sport). Rowohlt, Reinbek bei Hamburg 1995, ISBN 3-499-19445-7.